# Linnéa Engström
Agnes Linnéa Martina Engström, née le 2 avril 1981, est une femme politique suédoise, membre du Parti de l'environnement Les Verts (MP).

## Biographie
Elle remplace Isabella Lövin au Parlement européen le 8 octobre 2014. Elle siège au sein du groupe des Verts/Alliance libre européenne.